# Лесной маг
«Лесной маг» (англ. Forest Mage) — второй роман из трилогии «Сын солдата», автором которой является Робин Хобб. За него писательница была награждена премией Endeavour Award в 2007 году.

## Сюжет
История продолжается с того момента, когда закончился предыдущий роман — «Дорога шамана». Королевская Академия каваллы приходит в себя после эпидемии чумы, разразившейся по вине магии спеков (раса, напоминающая эльфов). Болезнь подкосила Академию, многие кадеты умерли, а те, кто пережил лихорадку, из-за слабого здоровья больше не могут стать солдатами, как Спинк Кестер. Главный герой, Невар Бурвиль, возвращается в родное поместье на свадьбу брата Росса. Он продолжает видеть странные сны о толстой женщине-спеке. Невар, переболевший чумой, поправляется на удивление быстро. Как ни странно, он не слабеет, а напротив, быстро набирает вес. У человека лишь в единичных случаях возникает подобная реакция на болезнь, поэтому отец не верит Невару и обвиняет его в обжорстве, не желая слушать никаких объяснений.
Невар навещает своего старого учителя по имени Девара, чьё племя теперь живёт в резервации. Девара обвиняет Невара в том, что он поддался на уговоры толстой женщины и уничтожил источник магической силы племени кидона, после чего нападает на Невара. Их встреча оканчивается смертью Девара.
Помолвка Невара и Карсины разорвана. Он безуспешно пытается сбросить вес. Отец подозревает его в обмане и начинает держать под замком, лично контролируя приёмы пищи. В это время разражается чума и погибает мать Невара, старшая сестра и брат Росс. После этого события Невар и его сестра Ярил на время становятся управляющими Широкой долины, и даже делают попытки восстановить былое величие края, что отчасти у них получается. Но когда отец Невара приходит в себя, он отрекается от сына, и тому приходится сбежать на Восток, ближе к Рубежным горам. Там он поступает на службу в армию.

## Персонажи
- Невар Бурвиль (англ. Nevare Burvelle)
- Росс Бурвиль — старший брат Невара.
- Ярил — его младшая сестра.
- Кефт Бурвиль (англ. Keft Burvelle)
- Селета Бурвиль
- Сеферт Бурвиль (англ. Sefert Burvelle) — дядя Невара.
- Эпини (англ. Epiny)
- Спинк, полное имя Спинрек Кестер (англ. Spinrek Kester)
- Девара (англ. Dewara)
- Сержант Дюрил (англ. Sergeant Duril)
- Карсина Гренолтер